# 尹瑞賢
尹瑞賢（韓語：윤서현，1970年11月2日—），或譯尹曙鉉，韓國男演員。

## 演出作品

### 電視劇
- 1998年：SBS《順風婦產科》
- 2003年：SBS《All In 真愛賭注》飾演 萬洙
- 2004年：SBS《走向暴風》
- 2006年：MBC《朱蒙》飾演 韓盪
- 2006年：MBC《不可阻擋的High Kick！》飾演 刑警
- 2007年：MBC《H.I.T》飾演 萬秀
- 2007年：tvN《沒禮貌的英愛小姐》飾演 尹瑞賢
- 2007年：tvN《沒禮貌的英愛小姐2》飾演 尹瑞賢
- 2008年：tvN《沒禮貌的英愛小姐3》飾演 尹瑞賢
- 2008年：MBC《可可島的秘密》飾演 李警官
- 2008年：tvN《沒禮貌的英愛小姐4》飾演 尹瑞賢
- 2009年：tvN《沒禮貌的英愛小姐5》飾演 尹瑞賢
- 2009年：SBS《自鳴鼓》
- 2009年：MBC《穿透屋頂的High Kick！》飾演 體育老師
- 2009年：tvN《沒禮貌的英愛小姐6》飾演 尹瑞賢
- 2010年：SBS《濟眾院》飾演 長谷川
- 2010年：tvN《沒禮貌的英愛小姐7》飾演 尹瑞賢
- 2010年：tvN《不可思議愛上你》飾演 尹瑞賢
- 2010年：tvN《沒禮貌的英愛小姐八》飾演 尹瑞賢
- 2011年：tvN《沒禮貌的英愛小姐九》飾演 尹瑞賢
- 2011年：SBS《要帥氣的生活》飾演 崔玖螢
- 2011年：MBC《High Kick 3: 短腿的反擊》
- 2012年：tvN《沒禮貌的英愛小姐十》飾演 尹瑞賢
- 2012年：tvN《玻璃假面》飾演 蘇大勇
- 2012年：SBS《因為是你才喜歡》
- 2012年：OCN《吸血鬼檢察官2》飾演 尹瑞賢
- 2012年：tvN《沒禮貌的英愛小姐十一》飾演 尹瑞賢
- 2013年：tvN《沒禮貌的英愛小姐十二》飾演 尹瑞賢
- 2013年：MBC《火之女神井兒》
- 2013年：SBS《兩個女人的房間》飾演 文在植
- 2013年：tvN《馬鈴薯星2013QR3》飾演 公司組長
- 2014年：SBS《Three Days》飾演 總統隨扈
- 2014年：tvN《沒禮貌的英愛小姐十三》飾演 尹瑞賢
- 2014年：SBS《秘密之門》飾演 千承世
- 2014年：SBS《皮諾丘》飾演 李株浩
- 2015年：SBS《六龍飛天》飾演 禹學朱
- 2016年：SBS《Puck》飾演 黃江畢父親
- 2016年：tvn《打架吧鬼神》飾演 梁刑事
- 2016年：tvN《沒禮貌的英愛小姐15》飾演 尹瑞賢
- 2017年：JTBC《Man to Man》
- 2017年：tvN《沒禮貌的英愛小姐16》飾演 尹瑞賢
- 2017年：TV朝鮮《在你背上扣球》飾演 尹瑞賢
- 2018年：SBS《我也是媽媽啊》飾演 姜成南
- 2019年：tvN《沒禮貌的英愛小姐17》飾演 尹瑞賢
- 2021年：TV朝鮮《結婚作詞，離婚作曲》飾演 曹熊
- 2021年：tvN《Mouse》飾演 姜基赫
- 2021年：TVING《酒鬼都市女人們》
- 2022年：SBS《災後調查日誌》飾演 趙滿植
- 2022年：tvN《還魂》飾演 趙充
- 2023年：JTBC《大力女子姜南順》
- 2024年：tvN《因为不想吃亏》饰演 张室长
- 2024年：tvN《愛在獨木橋》飾演 卞德洙
- 2025年：TVING《春畫戀愛談》飾演 世子的舅舅

### 電影
- 2004年：《小小新娘》
- 2005年：《蘇格拉底先生》
- 2008年：《星期死》
- 2012年：《90分鐘》

## 外部連結
- 经纪公司官方网站
- 尹瑞賢在NAVER上的资料
- 尹瑞賢在韩国电影数据库（KMDb）上的資料（韓語）
- 尹瑞賢在互联网电影资料库（IMDb）上的資料（英文）
- 尹瑞賢在HanCinema的頁面（英文）